# 충주 석종사 불설대보부모은중경
불설대보부모은중경(佛說大報父母恩重經)은 충청북도 충주시 직동, 석종사에 있는 조선시대의 불경이다. 2003년 5월 9일 충청북도의 유형문화재 제224호로 지정되었다.

## 개요
『불설대보부모은중경(佛說大報父母恩重經)』은 중국의 고승(高僧) 구마라습(鳩麻羅什)이 인도(印度)의 불경(佛經)을 한역(漢譯)한 것이다. 전반부에는 아이를 낳고 기르며 성장하기까지의 부모님의 은혜를 10가지로 나누어 설명하고 내용의 이해를 돕기 위한 삽화(揷畵)가 수록되어 있으며, 후반부에는 부모님의 은혜에 자손들이 보답키 위해 지켜야할 규범이나 처신 행동 등에 대하여 자세히 기술하고 있다. 『불설대보부모은중경』은 구마라습의 한역본(漢譯本)을 입수(入手)하여 조선 태종 7년(1407)∼단종 2년(1454) 사이에 목판본(木版本)으로 간행된 적이 있다. 내용과 삽화 및 지질(紙質) 등으로 보아 조선 태종 7년(1407)에 궁중에서 간행한 목판본으로 추정된다.
책의 크기는 가로 14.0cm, 세로 27.0cm이며 선풍장(旋風裝)으로 장정(裝訂)되어 있다. 19판의 목판에 새겨 인출한 것으로 판(板)의 크기는 가로 50.0cm, 세로 21.0cm이며, 행수는 매판 28행, 자수는 매행 15자이다. 자경(字徑)은 1.5cm∼2.0cm이다. 함께 수록된 삽화는 매우 수려하다.
이 『불설대보부모은중경』은 표지가 없는 점이나 내지(內紙)에 묻어있는 얼룩 등으로 미루어 볼때 복장물(服臟物)이었을 가능성이 높다. 인출(印出)의 상태나 지질 등으로 보아 조선초기의 우리나라 목판인쇄문화를 규견(窺見)하는데 매우 가치가 있는 자료로 평가된다.
『불설대보부모은중경』은 조선초기 궁중에서 간행된 책으로 중국의 고승 구마라습이 인도 불경을 번역한 것을 입수하여 삽화를 곁들여 간행한 희귀본으로 불경간행 역사, 국어사 및 판화 연구에 귀중한 자료가 될 뿐만 아니라 보존상태가 양호하고 지질도 매우 좋은 편으로 가치가 크다.

## 같이 보기
- 불설대보부모은중경

## 참고 자료
- 불설대보부모은중경 - 국가유산청 국가유산포털